# ستاركفيل
ستاركفيل (مسيسيبي) (بالإنجليزية: Starkville, Mississippi)‏ هي مدينة تقع في الولايات المتحدة في مقاطعة أوكتيبها. يقدر عدد سكانها بـ 23,888 نسمة ومساحتها 66.9 كم2 وترتفع عن سطح البحر 102 متر.

## التركيبة السكانية
حدّد مكتب تعداد الولايات المتحدة بيانات التركيبة السكانية لستاركفيل في تعداد الولايات المتحدة. في ما يلي، التركيبة السكانية حسب تعدادي 2000 و2010.

### تعداد عام 2000
بلغ عدد سكان ستاركفيل 21,869 نسمة بحسب تعداد عام 2000، وبلغ عدد الأسر 9,462 أسرة وعدد العائلات 4,718 عائلة مقيمة في المدينة. في حين سجلت الكثافة السكانية 329.5 نسمة لكل كيلومتر مربع (853.4/ميل2). وبلغ عدد الوحدات السكنية 10,191 وحدة بمتوسط كثافة قدره 153.5 لكل كيلومتر مربع (397.6/ميل2).
وتوزع التركيب العرقي للمدينة بنسبة 64.60% من البيض و30.02% من الأمريكيين الأفارقة و0.15% من الأمريكيين الأصليين و3.75% من الأمريكيين ذوي الأصول الآسيوية و0.04% من سكان جزر المحيط الهادئ و0.64% من الأعراق الأخرى و0.80% من عرقين مختلطين أو أكثر و1.34% من الهسبانيون أو اللاتينيون من أي عرق.
بلغ عدد الأسر 9,462 أسرة كانت نسبة 26.4% منها لديها أطفال تحت سن الثامنة عشر تعيش معهم، وبلغت نسبة الأزواج القاطنين مع بعضهم البعض 34.1% من أصل المجموع الكلي للأسر، ونسبة 13% من الأسر كان لديها معيلات من الإناث دون وجود شريك،  بينما كانت نسبة 2.8% من الأسر لديها معيلون من الذكور دون وجود شريكة وكانت نسبة 50.1% من غير العائلات. تألفت نسبة 32.1% من أصل جميع الأسر من عدة أفراد يعيشون في نفس المنزل ونسبة 6.3% كانت تتألف من شخص يعيش بمفرده يبلغ من العمر 65 عاماً أو أكثر. وبلغ متوسط حجم الأسرة المعيشية 2.24، أما متوسط حجم العائلات فبلغ 2.92.
بلغ العمر الوسطي للسكان 25.2 عاماً. وكانت نسبة 19.9% من القاطنين تحت سن الثامنة عشر، وكانت نسبة 28% بين الثامنة عشر والرابعة والعشرين عاماً، ونسبة 26.2% كانت واقعةً في الفئة العمرية ما بين الخامسة والعشرين والرابعة والأربعين عاماً، ونسبة 14.8% كانت ما بين الخامسة والأربعين والرابعة والستين، ونسبة 7.9% كانت ضمن فئة الخامسة والستين عاماً فما فوق. يوجد لكل 100 أنثى 100.8 ذكر، ويوجد لكل 100 أنثى في الثامنة عشر من عمرها فما فوق 100.4 ذكر.
بلغ متوسط دخل الأسرة في المدينة 22,590 دولارًا، أما متوسط دخل العائلة فبلغ 39,557 دولارًا. وكان متوسط دخل الذكور 35,782 دولارًا مقابل 21,711 دولارًا للإناث. وسجل دخل الفرد الخاص بالمدينة 16,272 دولارًا. وكانت نسبة 18.1% من العائلات ونسبة 31.1% من السكان تحت خط الفقر، وكان من هؤلاء نسبة 28.9% تحت سن الثامنة عشر ونسبة 16.8% في الخامسة والستين من العمر وما فوق.

### تعداد عام 2010
بلغ عدد سكان ستاركفيل 23,888 نسمة بحسب تعداد عام 2010، وبلغ عدد الأسر 10,706 أسرة وعدد العائلات 5,054 عائلة مقيمة في المدينة. في حين سجلت الكثافة السكانية 359.9 نسمة لكل كيلومتر مربع (932.1/ميل2). وبلغ عدد الوحدات السكنية 11,767 وحدة بمتوسط كثافة قدره 177.3 لكل كيلومتر مربع (459.2/ميل2).
وتوزع التركيب العرقي للمدينة بنسبة 59.64% من البيض و34.64% من الأمريكيين الأفارقة و0.20% من الأمريكيين الأصليين و3.74% من الأمريكيين ذوي الأصول الآسيوية و0.05% من سكان جزر المحيط الهادئ و0.44% من الأعراق الأخرى و1.29% من عرقين مختلطين أو أكثر و1.80% من الهسبانيون أو اللاتينيون من أي عرق.
بلغ عدد الأسر 10,706 أسرة كانت نسبة 23.7% منها لديها أطفال تحت سن الثامنة عشر تعيش معهم، وبلغت نسبة الأزواج القاطنين مع بعضهم البعض 29.6% من أصل المجموع الكلي للأسر، ونسبة 14.2% من الأسر كان لديها معيلات من الإناث دون وجود شريك،  بينما كانت نسبة 3.4% من الأسر لديها معيلون من الذكور دون وجود شريكة وكانت نسبة 52.8% من غير العائلات. تألفت نسبة 35.1% من أصل جميع الأسر من عدة أفراد يعيشون في نفس المنزل ونسبة 6.1% كانت تتألف من شخص يعيش بمفرده يبلغ من العمر 65 عاماً أو أكثر. وبلغ متوسط حجم الأسرة المعيشية 2.17، أما متوسط حجم العائلات فبلغ 2.87.
بلغ العمر الوسطي للسكان 26.0 عاماً. وكانت نسبة 18.8% من القاطنين تحت سن الثامنة عشر، وكانت نسبة 28.4% بين الثامنة عشر والرابعة والعشرين عاماً، ونسبة 26.2% كانت واقعةً في الفئة العمرية ما بين الخامسة والعشرين والرابعة والأربعين عاماً، ونسبة 17.3% كانت ما بين الخامسة والأربعين والرابعة والستين، ونسبة 9.4% كانت ضمن فئة الخامسة والستين عاماً فما فوق. وتوزع التركيب الجنسي للسكان بنسبة 49.5% ذكور و50.5% إناث.

## أعلام
- جيري رايس
- فيلي دانيال
- راي مابوس
- لاتافيوس ويليامز
- هايز جونز
- ليلاند ميتشل
- ترافيس أوتلو
- بيلي ستايسي
- ديريل روبرتسون